# Прапор Новоселицького району
Пра́пор Новосе́лицького райо́ну — офіційний символ Новоселицького району Чернівецької області, затверджений 22 жовтня 2009 року рішенням сесії Новоселицької районної ради.

## Опис
Прапор являє собою прямокутне полотнище із співвідношенням сторін 2:3 поділене на три рівновеликі горизонтальні смуги — синю, жовту, зелену. В центрі рохміщено герб району.
Сам герб — це щит із заокругленою нижньою частиною зеленого кольору, розподілений навхрест блакитними смугами, які обрамлені золотистою стрічкою. Вертикальна означає річку Рокитну, а горизонтальна — річку Прут. У верхній частині знаходяться гілка калини та гроно винограду, що з'єднанні буковим листям. У нижній частині розташовані чорна та золотиста голови тура, як символ Буковини (чорна голова тура) та Бессарабії  ( золота голова тура). Щит обрамлений віночком з дубового листя та колосками пшениці.

## Символіка
- Жовто-блакитні смуги — символ належності району до України.
- Зелена означає багатства природи Новоселиччини, надії, достатку та волі.